# جونين
جونين (بالإنجليزية: Junín, Peru)‏ هي مدينة، تتبع إقليم جونين، هي عاصمة مقاطعة جونين، ومديرية جونين.